# Folketingsvalget 1957
Folketingsvalget 1957 var det 48. valg til Folketinget i Kongeriget Danmark og fandt sted 14. maj 1957, samt den 21. maj på Færøerne og 2. juli i Grønland. Valget blev udskrevet 10. april 1957. Tabellen viser kun antallet på de 175 politikere valgt i selve Danmark. Spærregrænsen lå på 60.000 stemmer. Valgdeltagelsen var på 83,7% i Danmark.
Socialdemokratiet vedblev det største parti i Danmark, dog med en tilbagegang på 4 mandater, medens Venstre forblev det største borgerlige parti og gik 3 mandater frem i forhold til valget i september 1953. Både Det Konservative Folkeparti og Det Radikale Venstre fik respektive samme mandattalg som ved det forrige folketingsvalg, medens Danmarks Retsforbund gik frem med 3 mandater, og Danmarks Kommunistiske Parti tabte 2 mandater.
Valget gav ikke mandater nok til sædvanlige regeringskonstellationer. Fungerende statsminister H.C. Hansen var forhandlingsleder og fungerende finansminister Viggo Kampmann argumenterede for en regering bestående af Socialdemokratiet, Det Radikale Venstre og Danmarks Retsforbund, til trods for at sidstnævnte havde peget på en borgerlig regering, og at Radikale havde afvist blankt at gå i regering med Retsforbundet. Radikale ønskede et samarbejde mellem Socialdemokratiet og Venstre, i strid med den gængse blokpolitik, hvorimod Venstre holdt på at danne regering med Konservative og stå i opposition til Socialdemokratiet. Radikale ville kun en Venstreregering uden Konservative, og var imod at en regering bestående af Venstre og Konservative kom til magten.
28. maj 1957 dannede Socialdemokratiet, Det Radikale Venstre, og Danmarks Retsforbund den såkaldte trekantsregering, med H.C. Hansen som genvalgt statsminister.
Det foregående valg fandt sted den 22. september 1953.

## Valgresultat
| Parti                            | Parti                            | Stemmer   | %      | Mandater | +/–     |
| -------------------------------- | -------------------------------- | --------- | ------ | -------- | ------- |
|                                  | Socialdemokratiet                | 910.170   | 39,40  | 70       | 4       |
|                                  | Venstre                          | 578.932   | 25,06  | 45       | 3       |
|                                  | Det Konservative Folkeparti      | 383.843   | 16,62  | 30       | Uændret |
|                                  | Det Radikale Venstre             | 179.822   | 7,78   | 14       | Uændret |
|                                  | Danmarks Retsforbund             | 122.759   | 5,31   | 9        | 3       |
|                                  | Danmarks Kommunistiske Parti     | 72.315    | 3,13   | 6        | 2       |
|                                  | De Uafhængige                    | 53.061    | 2,30   | 0        | Uændret |
|                                  | Slesvigsk Parti                  | 9.202     | 0,40   | 1        | Uændret |
|                                  | Udenfor partierne                | 71        | 0,00   | 0        | Uændret |
| I alt                            | I alt                            | 2.310.175 | 100,00 | 175      | 0       |
|                                  |                                  |           |        |          |         |
| Gyldige stemmer                  | Gyldige stemmer                  | 2.310.175 | 99,53  |          |         |
| Ugyldige/blanke stemmer          | Ugyldige/blanke stemmer          | 10.922    | 0,47   |          |         |
| Stemmer i alt                    | Stemmer i alt                    | 2.321.097 | 100,00 |          |         |
| Stemmeberettigede/valgdeltagelse | Stemmeberettigede/valgdeltagelse | 2.772.159 | 83,73  |          |         |
| Kilde:                           |                                  |           |        |          |         |

### Personlige stemmer
Følgende kandidater fik flest personlige stemmer:
1. H.C. Hansen (A): 36.474
2. Aksel Møller (C): 17.178
3. Poul Møller (C): 13.676
4. Johan Strøm (A): 12.964
5. Erik Eriksen (D): 12.324
6. Edel Saunte (A): 12.166
7. Thorkil Kristensen (D): 11.706
8. Viola Nørløv (A): 10.302
9. Alsing Andersen (A): 8.701
10. Jens Sønderup (D): 8.646